# Стара Павлица
Стара Павлица се налази у селу Павлици, на стеновитој заравни изнад Ибра, 6 km северно од Рашке.

## Прошлост манастира
Претпоставља се да потиче из преднемањићке ере, из XI или (вероватније) XII. Манастир се први пут помиње у даровној повељи краља Стефана Првовенчаног, а делови његове цркве су обновљени током 70-их година 20. века.

## Манастирска црква
У склопу манастира се налази црква посвећена светим апостолима Петру и Павлу. Не зна се тачно ко је подигао ову цркву. Стилске анализе на основу аналогије са другим објектима у Грчкој, који имају сличан архитектонски концепт, су темељ тврдњи да је црква била ту пре него што је Стефан Немања дошао у Ибарску долину. Стара Павлица има у основи облик једнобродне базилике, крстастог распона, са кубетом и четири стуба. На источној страни имала је три апсиде, средња је била највећа. Имала је тространи облик са прозорима, док су лева и десна биле мање и без прозора. Камен и опека представљају основни грађевински материјал. У Старој Павлици се налазе и фрагментарно сачуване фреске, несумњиве ликовне вредности. У једном новинском чланку из 1936. се каже како су се "до скора" могли видети ликови "рођака људи и жена из породице Немањића" и браће Мусића али да их више нема. Данас цркви недостаје њен северни брод, који је уништен 1930. године градњом пруге Краљево-Рашка.
Археолошка истраживања спроведена 1971. године показала су да темељи данашње цркве леже на стени и да на њеном месту није постојала нека ранија грађевина или култно место. Како нису пронађени трагови стубаца - носача лукова, морала је бити одбачена теорија по којој их је црква раније имала. Ископавања су открила постојање 14 гробова на овој локацији, од којих су два гроба припадала деци. Гробови су били без гробних прилога, изузев једног, који је пронађен југоисточно од цркве. У овом гробу је пронађен пар сребрних наушница и 31 комад украсних плочица од познаћеног сребрног лима. На основу одлика овог накита, као и новчића пронађених на овој локацији, искованих у време деспота Стефана Лазаревића и угарског краља Жигмунда, некропола код цркве је датована у сам крај 14. и почетак 15. века.
У близини манастира Стара Павлица се налази и манастир Нова Павлица, који су крајем 14. века подигли браћа Мусићи као своју задужбину у коју се повукла и замонашила њихова мајка и сестра кнеза Лазара (1371—1389) Драгана.

## Галерија
- Општина Рашка - Стара Павлица
- Општина Рашка - Стара Павлица
- Општина Рашка - Стара Павлица
- Општина Рашка - Павлица
- Општина Рашка - Павлица
- Општина Рашка - Павлица
- Стара Павлица
- Поглед на олтарске апсиде
- Стара Павлица са Брвеником, у позадини
- Поглед на Стару Павлицу и пругу испод ње
- Општина Рашка - Стара Павлица